# Andrei Markov Júnior
Andrey Andreyevich Markov Jr. (em russo:  Андре́й Андре́евич Ма́рков; São Petersburgo, 22 de setembro de 1903 – Moscou, 11 de outubro de 1979) foi um matemático soviético, filho do matemático russo Andrei Markov e um dos principais fundadores da escola russa de matemática construtiva e lógica. Fez contribuições extraordinárias para várias áreas da matemática, incluindo equações diferenciais, topologia, lógica matemática e fundamentos da matemática.
Seu nome é particularmente associado com o Princípio de Markov, a regra de Markov e o algoritmo de Markov. Um importante resultado que ele comprovou em 1947 foi de que os Sistemas de Thue-Semi são não solucionável. Emil Post obteve o mesmo resultado em pesquisa independente, na mesma época. Em 1953 ele se tornou membro do Partido Comunista.
Em 1960 Markov obteve resultados fundamentais, mostrando que a classificação de variedades de quatro dimensões é impossível de ser decidida (não existem algorítimos gerais para distinguir duas variedades arbitrárias com quatro ou mais dimensões). Isso ocorre porque variedades de quatro dimensões tem flexibilidade suficiente para nos permitir inserir qualquer algorítimo dentro de sua estrutura, portanto a classificação de todas as variedades de quatro dimensões iria implicar em uma solução para o problema da parada de Turing. Esse resultado teve profundas implicações nas limitações de análises matemáticas.